# Imre Roland
Imre Roland (1992. március 15. –) magyar színész.

## Életpályája
1992-ben született. 2010-ben a váci Madách Imre Gimnáziumban éretttségizett, majd a Budapesti Gazdasági Főiskolán reklámszervezést tanult. Alapfokú zenei tanulmányait a Váci Bartók Béla Zeneiskola magánének szakán végezte. 2009-2013 között amatőr színtársulatban játszott. 2013-2017 között a Pesti Broadway Stúdiót tanulója volt, majd szerepel a Budapesti Operettszínház több előadásában.

## Színházi szerepei

### Budapesti Operettszínház
- A kék madár ...Tűz
- Kékszakáll ...Alvarez
- Mária főhadnagy ...Tóbiás
- Abigél ...Kuncz Feri
- Hegedűs a háztetőn ...Mendel
- István, a király ...Hont
- La Mancha lovagja ...Borbély
- Szegény Dzsoni és Árnika ...Ipiapacs, Rézbányai Győző, Főszámolnok
- Az Orfeum mágusa ...Az inasa inasa
- Carmen ...Kelvin, rendőr
- A cirkuszhercegnő ...Petrovics - egy orosz huszárregiment hadnagya

### Egyéb
- Puskás, a musical ...Kocsis Sándor
- Jávor hajnalai ...Hajnal úr, az éjjeliőr

## Filmes és televíziós szerepei
- Brigi és Brúnó (2022) ...Eladó
- Örök hűség (2022) ...Katona
- Mintaapák (2021) ...Traktoros
- Most vagy soha! (2024) ...Kléh István